# 블루 오리진
블루 오리진(Blue Origin)은 미국의 우주 로켓 기업이다. 2019년 세계 1위 대기업 아마존닷컴의 세계 1위 부자 제프 베조스 회장이 2000년에 설립했다.

## 역사

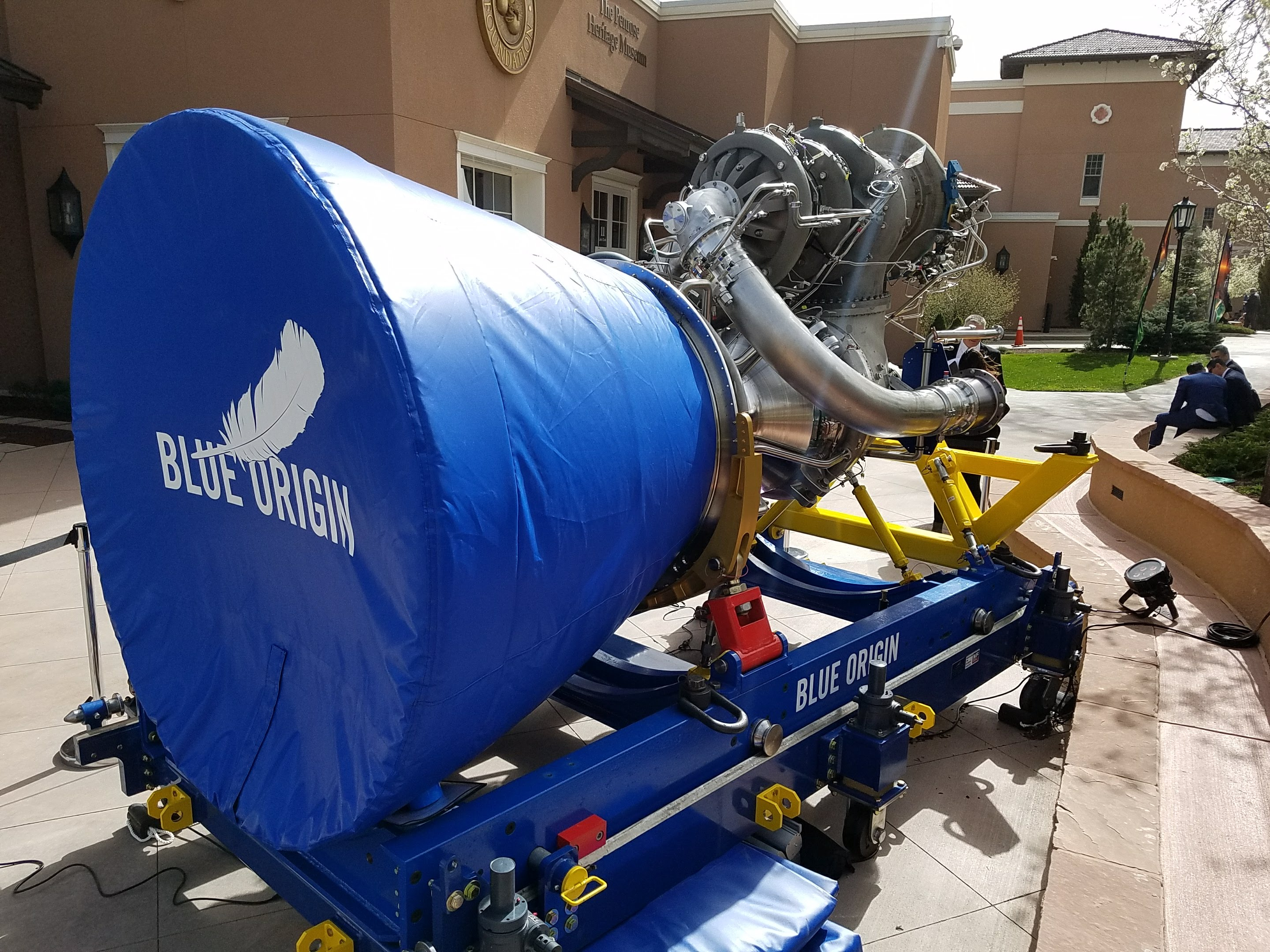
BE-4 엔진

제프 베조스는 어릴 적부터 우주여행에 관심이 많았다. 그가 소유한 텍사스 벤 호른 목장에 본사를 두고 있다.
미국의 투자은행 모건 스탠리는 "2019년은 블루 오리진, 스페이스X 등 민간 우주기업이 주도하는‘우주의 해(The year for space)’가 될 것"이라며, 2040년 세계 우주 시장이 1조 달러(약 1120조원) 규모로 성장할 것이라고 전망했다.
2018년 9월, ULA와 BE-4 엔진 공급계약을 체결했다. 아틀라스 5호의 1단 엔진은 러시아제 RD-180를 사용했는데, 러시아와의 관계가 나빠지면서, 새로운 미국산 엔진을 탑재하기로 했다. 240톤 추력의 액체메탄/액체산소 단계식 연소 사이클 엔진이다. RD-180은 200톤 추력의 등유/액체산소 단계식 연소 사이클 엔진인 RD-191 2개를 묶어 400톤 추력을 낸다. 이를 250톤 추력의 BE-4 엔진 2개를 묶어 500톤 추력을 낼 계획이다. ULA는 아틀라스 5호 다음으로 벌컨 (로켓)을 개발중인데, 벌컨 (로켓) 1단에도 BE-4 엔진 2개를 사용할 계획이다.
2018년 12월 13일, 버진 갤럭틱의 우주선 VSS 유니티가 미국 로스앤젤레스 북쪽 모하비 사막에서 82.7 km 고도까지 올라갔다. 미국 공군과 NASA는 약 80.5 km를 우주 경계로 인정한다. 이에 따라 아마존닷컴 창업자 제프 베조스의 블루 오리진, 일론 머스크의 스페이스X에 이어 세 번째로 우주를 경험한 민간 기업이 되었다. 버진 갤럭틱은 영국 버진그룹의 창업자인 억만장자 리처드 브랜슨이 설립한 우주로켓기업이다.

## 같이 보기
- 뉴 셰퍼드